# Langekletten
Das Langekletten (norwegisch für Langer Hügel) ist ein 2179 m hoher Nunatak in der Sør Rondane des ostantarktischen Königin-Maud-Lands. Er ragt im nördlichen Teil der Blåklettane auf.
Wissenschaftler des Norwegischen Polarinstituts benannten ihn 1988 deskriptiv.